# Флауэр, Майкл
Майкл Флауэр (англ. Michael A. (Attyah) Flower; род. 1956) — американский антиковед, специалист по греческой историографии, истории и религии. Доктор философии (1986), профессор Принстона.
Окончил Калифорнийский университет в Беркли (бакалавр B.A. классических языков, 1978) и в 1981 году получил еще одну степень бакалавра B.A. — уже по классике (антиковедению) — в Оксфорде (Университетский колледж, 1981). Докторскую степень по классике получил в Брауновском университете. С 1986 года и до перехода в Принстон в 2003 году преподавал на кафедре классики колледжа Франклина и Маршалла (г. Ланкастер, Пенсильвания). Помимо прочего, преподает курс по Древней Спарте.
Супруга также античница и профессор Принстона — Гарриет Флауэр. Его давним другом и соавтором является John Marincola.
Первая книга — Theopompus of Chios. History and Rhetoric in the Fourth Century BC (Oxford, 1994; переиздана с постскриптумом в 1997) {Рец. John Buckler}. Вторая книга представляет собой комментарий к книге IX «Истории» Геродота (Кембридж, 2002). Исследования религии и гадания в книге IX Геродота привели М. Флауэра к написанию книги под названием The Seer in Ancient Greece (University of California Press, 2008), в которой он изучает роль и статус провидца, а также функцию гадания в греческом обществе. Редактор Cambridge Companion to Xenophon. Также соредактор — вместе с Mark Toher — Georgica: Greek Studies in Honour of George Cawkwell (1991).